# 스즈키 다이치 (축구 선수)
스즈키 다이치(일본어: 鈴木 大馳, 2006년 11월 8일~)는 일본의 축구 선수이다.

## 구단 경력
그는 2023년 J1리그의 사간 도스에 입단했다. 2024년후 J2리그에 강등했다.